# T. J. Ford
Terrance Jerod "T. J." Ford (Houston, 24 de março de 1983) é um ex-jogador de basquete norte-americano que atuava como armador na NBA. Jogou na NCAA onde teve grande destaque e se qualificou para o Draft da NBA de 2003, sendo a oitava escolha pelo Milwaukee Bucks. Também atuou no Toronto Raptors, Indiana Pacers e San Antonio Spurs na NBA, e pelo KK Zagreb da Croácia.

## Estatísticas

### Temporada regular
| Ano     | Equipe      | PJ  | PT  | MPP  | %TC  | %3P  | %TL   | RPP | APP | ROB | TPP | PPP  |
| ------- | ----------- | --- | --- | ---- | ---- | ---- | ----- | --- | --- | --- | --- | ---- |
| 2003–04 | Milwaukee   | 55  | 55  | 26.8 | .384 | .238 | .816  | 3.2 | 6.5 | 1.1 | .1  | 7.1  |
| 2005–06 | Milwaukee   | 72  | 70  | 35.5 | .416 | .337 | .754  | 4.3 | 6.6 | 1.4 | .1  | 12.2 |
| 2006–07 | Toronto     | 75  | 71  | 29.9 | .436 | .304 | .819  | 3.1 | 7.9 | 1.4 | .1  | 14.0 |
| 2007–08 | Toronto     | 51  | 26  | 23.5 | .469 | .294 | . 880 | 2.0 | 6.1 | 1.1 | .0  | 12.1 |
| 2008–09 | Indiana     | 74  | 49  | 30.5 | .452 | .337 | .872  | 3.5 | 5.3 | 1.2 | .2  | 14.9 |
| 2009–10 | Indiana     | 47  | 32  | 25.3 | .445 | .160 | .770  | 3.2 | 3.8 | .9  | .2  | 10.3 |
| 2010–11 | Indiana     | 41  | 3   | 18.9 | .386 | .188 | .729  | 2.0 | 3.4 | .8  | .2  | 5.4  |
| 2011–12 | San Antonio | 14  | 0   | 13.6 | .442 | .250 | .786  | 1.3 | 3.2 | .6  | .1  | 3.6  |
| Total   |             | 429 | 306 | 27.7 | .433 | .289 | .815  | 3.1 | 5.8 | 1.2 | .1  | 11.2 |

### Playoffs
| Ano     | Equipe    | PJ | PT | MPP  | %TC   | %3P   | %TL  | RPP | APP | ROB | TPP | PPP  |
| ------- | --------- | -- | -- | ---- | ----- | ----- | ---- | --- | --- | --- | --- | ---- |
| 2005–06 | Milwaukee | 5  | 5  | 32.4 | .490  | .400  | .917 | 4.0 | 6.4 | .6  | .0  | 12.6 |
| 2006–07 | Toronto   | 6  | 5  | 22.7 | .487  | .500  | .810 | 1.7 | 4.0 | 1.2 | .3  | 16.0 |
| 2007–08 | Toronto   | 5  | 5  | 24.8 | .362  | .125  | .938 | 4.4 | 6.6 | 1.0 | .0  | 11.6 |
| 2010–11 | Indiana   | 2  | 0  | 7.0  | 1.000 | 1.000 | .000 | .5  | 1.0 | .0  | .0  | 3.5  |
| Total   |           | 18 | 15 | 24.2 | .457  | .375  | .878 | 2.9 | 5.1 | .8  | .1  | 12.4 |